# Biszkek II
Biszkek II – stacja kolejowa w Biszkeku, w Kirgistanie. Znajdują się tu 2 perony.

## Połączenia
- Moskwa Kazańska
- Nowokuźnieck
- Szu
- Taszkent – sezonowo
- Rybaczje – sezonowo